# Алиев, Али Гасан оглы
Али Гасан оглы Алиев (р. 1940; азерб. Əli Həsən oğlu Əliyev; 6 февраля 1940, Садарак, Нахичеванская АССР — 22 февраля 2020, Баку) — азербайджанский учёный, доктор биологических наук (1992), профессор (1993).

## Биография
Али Алиев родился в 1940 году в поселке Садарак Садаракского района Нахичеванской АССР Азербайджанской ССР. В 1957 году окончил среднюю школу. В 1966 году окончил биологический факультет Бакинского государственного университета. В 1970 году защитил кандидатскую диссертацию по теме «Влияние понижения тонуса коры головного мозга после нарушения анализаторов слуха, зрения и равновесия на интеросептивные гликемические реакции». 
В том же году начал работать в Бакинском государственном университете старшим лаборантом кафедры «Физиология человека и животных». С 1972 по 1982 годы — преподаватель, старший преподаватель кафедры, в 1982—1993 годах — доцент. В 1992 году защитил диссертацию на соискание учёной степени доктора биологических наук по теме «Интер- и экстеросептивное регулирование гликемических реакций в постнатальном онтогенезе после нарушения функций анализаторов и эпифиза». 
С 1993 года — профессор, с 1997 года по настоящее время заведующий кафедрой «Физиология человека и животных» Бакинского государственного университета.

## Научная деятельность
Научные интересы А. Алиева связаны с исследованиями проблем биоритмов в нейроэндокринном регулировании физико-химических оснований интеро- и экстеросептивных стимуляций биологических систем на различных ступенях эволюции (надпочечная эпифиз-гопоталамо- гипофизарная система).
Автор более 200 научных статей и 8 книг.

### Некоторые научные работы
- A. H. Aliyev, R. İ. Khalilov, N. K. Neymanzade, U. T. Mikailova, F. A. Aliyeva A. V. Aliyev. . The role of the Changes in the State of Barın for Regulation of some Lipid and Carbohydrate Metabolic Processes. Creative Rımaze and Brain Energy Metabolism, T.Kekelidze and D.Boltzmann (Ends ) (англ.). — 2003. — Vol. 342. — P. 183-190.
- А. М. Мусаев, А. Г. Алиев. Управление циркадными ритмами безусловных рефлексов в онтогенезе. Типы суточного стереотипного поведения и изменение времени несения яиц (азерб.) // Вестник Бакинского Университета Серия естественных наук,. — 2004. — No 4.
- А. Г.Алиев, С. И. Мамедова, В. М. Мадатова. Динамика изменения тромбинового времени в некоторых тканях у интактных и энуклеированных животных // Российский Физиологический журнал им. И.М.Сеченова. — 2004. — Т. 90, № 8. — С. 270-280.
- А. М. Мусаев, А. Г. Алиев, Э. Г .Султанов. Отряд гусеобразных.//Мир живот-ных Азербайджана. III том. Позвоночные. (азерб.). — Баку. — N. 200. — S. III.
- А. М. Мусаев, А. Г. Алиев, Э. Г. Султанов. Индейка. (азерб.) // Мир животных Азербайджана. III том. Позвоночные. — Баку: Элм, 2004. — S. 213-219.

## Книги
- Физиология пищеварения. Баку, «Иршад», 1996, 167 с.
- Биология. Человек. Учебник для IX класса. «Чашыоглу», Б., 2000, 2001, 2004, 240 с.
- «Человек». Учебник. Баку, 2005—2006, 167 с.
- Биология. Человек. Учебник для IX класса. 2006, 157 с.
- Учебное пособие «Анатомия человека». Б., 2007, 311 с.
- «Физиология человека и животных». Баку, 2007, Издательство БГУ, часть I.- 413 с.
- «Физиология человека и животных». Баку, 2007, Издательство БГУ, часть II.- 599 с.
- «Физиология человека и животных». Практикум. Баку, 2008, Издательство БГУ, 295 с.